# Yeyi (langue)
Pour les articles homonymes, voir Yeyi.
Le yeyi ou ShiYeyi est une langue bantoue parlée par la population yeyi au Botswana et en Namibie.